# Dickson (Familienname)
Dickson ist ein englischer Familienname.

## Namensträger
- Alexander Dickson (1836–1887), schottischer Botaniker
- Angela Dickson (* um 1940) walisische Badmintonspielerin
- Anthony Hampden Dickson (1935–2022), jamaikanischer Geistlicher, Bischof von Bridgetown
- Barbara Dickson (* 1947), britische Sängerin und Schauspielerin
- Barry Dickson (* 1962), australischer Neurobiologe
- Billy Dickson (Fußballspieler, 1866) (William Alexander Dickson; 1866–1910), schottischer Fußballspieler
- Billy Dickson (Fußballspieler, 1923) (William Dickson; 1923–2002), nordirischer Fußballspieler
- Billy Dickson (Fußballspieler, 1945) (William Dickson; * 1945), schottischer Fußballspieler
- Billy Dickson (Kameramann), US-amerikanischer Kameramann und Filmregisseur
- Brian Dickson (Robert George Brian Dickson; 1916–1998), kanadischer Richter
- Charles Dickson, Lord Dickson (1850–1922), schottischer Politiker und Jurist
- Charlie Dickson (1934–2013), schottischer Fußballspieler
- Chris Dickson (* 1961), neuseeländischer Segler
- David Dickson (Priester) (1583?–1662), schottischer Priester
- David Dickson (Politiker) († 1836), US-amerikanischer Politiker
- David Dickson (Landwirt) (1809–1885), US-amerikanischer Landwirt
- David Dickson (Schwimmer) (* 1941), australischer Schwimmer
- David Dickson (Wissenschaftsjournalist) (1947–2013), britischer Wissenschaftsjournalist
- David Catchings Dickson (1818–1880), US-amerikanischer Politiker
- Deborah Dickson, US-amerikanische Regisseurin und Filmproduzentin
- Des Dickson (* 1948), nordirischer Fußballspieler und -trainer
- Dorothy Dickson (1893–1995), britische Schauspielerin
- Earle Dickson (1892–1961), US-amerikanischer Erfinder
- Emily Dickson (* 1997), kanadische Biathletin
- Eva Dickson (1905–1938), schwedische Entdeckerin, Rallyefahrerin, Fliegerin und Reiseschriftstellerin
- Frank S. Dickson (1876–1953), US-amerikanischer Politiker
- Fred Dickson (1937–2012), kanadischer Politiker
- Gloria Dickson (1917–1945), US-amerikanische Schauspielerin
- Gordon Dickson (1932–2015), kanadischer Langstreckenläufer
- Gordon R. Dickson (1923–2001), kanadischer Schriftsteller
- Ivey Dickson (1919–2014), britische Pianistin und Dirigentin
- James Dickson (1738–1822), englischer Botaniker und Mykologe
- Jim Dickson (1931–2011), US-amerikanischer Musikproduzent, Verleger und Manager
- Joan Dickson (1921–1994), britische Cellistin und Musikpädagogin
- John Dickson (Politiker) (1783–1852), US-amerikanischer Jurist und Politiker (New York)
- John Dickson (Fußballspieler) (1850–1878), schottischer Fußballspieler
- John Dickson (Bischof) (1820–1907), US-amerikanischer Bischof der Kirche der Vereinigten Brüder in Christo
- John Dickson (Basketballspieler) (* 1945), US-amerikanischer Basketballspieler
- John Dickson (Fußballspieler, 1949) (1949–1998), schottischer Fußballspieler
- John Dickson (Komponist), US-amerikanischer Filmkomponist
- John Dickson-Poynder, 1. Baron Islington (1866–1936), britischer Politiker und Kolonialgouverneur
- Joseph Dickson (1745–1825), US-amerikanischer Politiker
- Karl Dickson (* 1982), englischer Rugby-Union-Schiedsrichter
- Larry Dickson (* 1938), US-amerikanischer Automobilrennfahrer
- Lee Dickson, schottischer Elektriker, Gitarrist und Songschreiber
- Leonard E. Dickson (1874–1954), US-amerikanischer Mathematiker
- Mark Dickson (* 1959), US-amerikanischer Tennisspieler
- Michael Dickson (Bauingenieur) (1944–2018), britischer Bauingenieur
- Michael Dickson (Schauspieler) (* 1964), kanadischer Schauspieler
- Michael Dickson (Skirennläufer) (* 1975), australischer Skirennläufer
- Michael Dickson (Footballspieler) (* 1996), australischer American-Football-Spieler
- Moses Odion Dickson (* 1973), nigerianischer Boxer
- Neil Dickson (* 1950), britischer Schauspieler und Synchronsprecher
- Ngila Dickson (* 1958), neuseeländische Kostümbildnerin
- Olle Dickson (1901–1995), schwedischer Schwimmer
- Oscar Dickson (1823–1897), schwedischer Mäzen
- Paul Dickson (1920–2011), walisischer Regisseur und Drehbuchautor
- Peter Dickson (1945–2008), australischer Ruderer
- Rita Akosua Dickson (* 1970), ghanaische Phytochemikerin und Hochschullehrerin
- Robert Dickson (1931–2023), kanadischer Eishockeyspieler
- Robert Dickson (Snookerspieler), englischer Snookerspieler
- Robert Dickson (Autor) (1944–2007), kanadischer Schriftsteller
- Robert B. Dickson (* 1944), US-amerikanischer Golfer, als Bob Dickson
- Robert Dickson (Segler) (* 1998), irischer Segler
- Robert George Brian Dickson (1916–1998), kanadischer Richter, siehe Brian Dickson
- Rodolfo Dickson (* 1997), Skirennläufer
- Ryan Dickson (* 1986), englischer Fußballspieler
- Sam Dickson (Rugbyspieler) (* 1989), neuseeländischer 7er-Rugby-Spieler
- Samuel Dickson (Politiker, † 1850), britischer Politiker
- Samuel Dickson (Politiker, 1807) (1807–1858), US-amerikanischer Politiker
- Samuel Dickson (Politiker, 1866) (1866–1955), australischer Politiker
- Samuel Auchmuty Dickson, britischer Politiker
- Samuel Henry Dickson (1798–1872), amerikanischer Poet und Lehrer
- Samuel J. Dickson (1867–1964), kanadischer Polizeibeamter
- Sheena Dickson (* 1982), kanadische Fußballschiedsrichterin
- Spencer Stuart Dickson (1873–1951), britischer Diplomat
- Thomas Dickson (Politiker, 1741) (1741–1817), irischer Politiker
- Thomas Dickson (Politiker, um 1775) (um 1775–1825), britischer Kolonialpolitiker in Oberkanada
- Thomas Dickson (Politiker, 1791) (1791–1855), britischer Kolonialpolitiker in Nova Scotia
- Thomas Dickson (Industrieller) (1822–1884), US-amerikanischer Industrieller, Unternehmensgründer und Bahnmanager
- Thomas Dickson (Antiquar) (1825–1904), schottischer Antiquar und Philanthrop
- Thomas Dickson (Architekt), britischer Architekt
- Thomas Dickson (Politiker, 1885) (1885–1935), schottischer Politiker
- Thomas Dickson (Leichtathlet) (* 1974), vincentischer Leichtathlet
- Thomas Alexander Dickson (1833–1909), irischer Politiker
- Thomas Elder Dickson (1899–1978), schottischer Künstler
- Thomas Law Dickson (um 1769–1810), britischer Landwirt und Kolonialpolitiker in Nova Scotia
- Tom Dickson (Footballspieler) (Thomas Meiklejohn Dickson; 1888–1958), australischer Australian-Football-Spieler
- Tom Dickson (Musiker), US-amerikanischer Gitarrist und Sänger
- Tom Dickson (Rennfahrer) (* 1928), britischer Automobilrennfahrer
- Tom Dickson (Politiker) (* 1945), US-amerikanischer Politiker
- Tom Dickson (Eiskunstläufer), US-amerikanischer Eiskunstläufer, Trainer und Choreograf
- Tommy Dickson (1929–2007), nordirischer Fußballspieler und -trainer
- William Dickson (Politiker) (1770–1816), US-amerikanischer Politiker (Tennessee)
- William Dickson (RAF-Offizier) (William Forster Dickson; 1898–1987), britischer Offizier der RAF
- William A. Dickson (1861–1940), US-amerikanischer Politiker
- William John Dickson (1827–1901), britischer Diplomat
- William K. L. Dickson (1860–1935), schottischer Ingenieur und Filmtechniker
- William J. Dickson (1904–1973), britisch-amerikanischer Forscher
- Yohanna Dickson (1950–2015), nigerianischer General und Politiker